# Cimetière des Capucins
Le cimetière des Capucins est un cimetière situé à Bourges (Cher). C'est le plus ancien des cimetières actuels de la ville ; beaucoup de personnalités locales y sont enterrées.

## Localisation
Le cimetière des Capucins est situé dans le centre de Bourges, au sud-est de la cathédrale Saint-Étienne, dans le quartier des Marronniers. L'entrée principale donne sur la rue de Sarrebourg, à travers l'impasse Saint-Martin. Il a été, lors de sa création, placé « sous le vent de la ville », de manière que d'éventuelles émanations n'incommodent pas les habitants.

## Histoire
Destiné à remplacer de nombreux cimetières qui se trouvaient dans chacune des paroisses de la ville, le cimetière est établi en 1792 sur l'emplacement du couvent des Capucins, devenu bien national puis détruit. Il fut agrandi à plusieurs reprises, notamment en 1827. Il fut rapidement insuffisant et, dès 1836, un nouveau cimetière, le cimetière Saint-Lazare, fut ouvert dans l'actuel quartier de la gare.
On distingue deux parties :
- la partie la plus ancienne, à l'ouest (massifs 1 à 9) ;
- l'extension de 1827 (massifs 10 à 19).

Il couvre aujourd'hui 2,7 hectares et comporte près de 4 000 concessions.

## Monuments remarquables
- Tombe d'un receveur des finances, Georges Hecq, décorée d'un buste de l'intéressé sculpté par Auguste Rodin, qui était son ami.
- Pyramide en hommage aux morts d'une série d'explosions vers 1907.
- Colonne dite « des francs-maçons », décorée de motifs symboliques. Le lien avec la franc-maçonnerie est contesté, car les emblèmes maçonniques les plus caractéristiques n'y figurent pas.

## Personnalités enterrées au cimetière des Capucins
- Jean-Baptiste Augier (1769-1819), député du Cher.
- Philippe-Jacques de Bengy de Puyvallée (1743-1823), député aux États généraux de 1789.
- Paul-Adrien Bourdalouë (1798-1868), ingénieur et topographe.
- Michel de Bourges (1797-1853), avocat et homme politique républicain, amant de George Sand.
- Alphonse Buhot de Kersers (1835-1897), historien et archéologue.
- André Challe (1875-1957), général et résistant français.
- Charles Cochet (1867-1955), député du Cher et maire de Bourges.
- Pierre Dubois de la Sablonière (1856-1935), député du Cher.
- La famille Hervet, dirigeants de la banque Hervet.
- Philippe-Ernest Legrand (1866-1953), helléniste.
- Étienne François Sallé de Chou (1754-1832), député aux États généraux de 1789, conseiller général du Cher et magistrat.